# Ed Benedict
Ed Benedict (* 23. August 1912 in East Cleveland, Ohio; † 28. August 2006 in Auburn, Kalifornien) war ein US-amerikanischer Trickfilmer. 
Benedict war seit 1934 als Animator, Layouter und Character Designer bei zunächst für Walter Lantz und Tex Avery, später bei Hanna-Barbera beschäftigt. Er kreierte Hanna-Barberas erste Fernsehcharaktere Ruff und Reddy. Seine bekanntesten Charaktere waren Yogi Bär, Fred und Wilma Feuerstein sowie Barnie und Bettie Geröllheimer aus der Trickfilmfernsehserie Familie Feuerstein. Später arbeitete er auch an der Serie Fenn - Hong Kong Pfui.